# Hej!
Hej! var en svensk ungdomstidning som utgavs 1968–1969.
Tidningen utgavs av Allers förlag i Helsingborg med ett nummer i veckan. Chefredaktör var Sidney Grahn och ansvarig utgivare Malte Cato. Tidningen behandlade ämnen som musik, film och mode. Bengt Eriksson, som inledde sin karriär som musikjournalist som praktikant på Hej! beskriver tidningens redaktion som en blandning av kommersialism och underground.